# 惠州西站
惠州西站位于中国广东省惠州市惠城区龙丰街道共联，前名为惠州站，于1990年启用，为广州铁路（集团）公司惠州车务段管辖的四等站。经过铁路有京九铁路，以及连接惠州港的惠澳鐵路。目前仅为货运车站。

## 历史
- 1990年：惠州西站随原广梅汕铁路一期工程一起建成启用，当时名为惠州站。
- 2003年6月1日，原惠州站改为惠州西站，位于小金口的原惠州北站改为惠州站。[5]此后原先停靠本站的旅客列车逐渐改由现在的惠州站停靠。
- 2004年1月，惠大铁路（惠澳铁路）一期工程(惠州西站至大亚湾站)开通运营，此后本站成为惠州港海铁联运的关键节点。[6]
- 2017年12月28日调图后，随着最后经停本站的的京九线下行深圳方向Z147次列车改停惠州站，至此本站再无旅客列车停靠办理客运服务。[7]

## 公交路线
| 火车西站 | 火车西站   | 火车西站 | 火车西站     | 火车西站 |
| 编号     | 路线       | 路线     | 路线         | 备注     |
| -------- | ---------- | -------- | ------------ | -------- |
| 4        | 都田工业区 | ⇆        | 下埔         |          |
| 14       | 都田工业区 | ⇆        | 市中医院新院 |          |